# Enderleinellus kaibabensis
Enderleinellus kaibabensis är en insektsart som beskrevs av Kim 1966. Enderleinellus kaibabensis ingår i släktet Enderleinellus och familjen ekorrlöss. Inga underarter finns listade i Catalogue of Life.